# 二氯吡啶酸
二氯吡啶酸（化学名：3,6-二氯-2-吡啶甲酸，3,6-dichloro-2-pyridinecarboxylic acid）是一种含氮有机化合物，化学式C
6H
3Cl
2NO
2，能作为除草剂。